# Gavin Jones
Gavin Jones (* 1. Februar 1980 in Maesteg) ist ein ehemaliger walisischer Squashspieler.

## Karriere
Gavin Jones begann 1999 seine Profikarriere und gewann er insgesamt zwei Titel auf der PSA World Tour. Seine höchste Platzierung in der Weltrangliste erreichte er im Dezember 2005 mit Rang 37. Zu seinen größten Erfolgen zählt der zweite Platz bei der Mannschafts-Weltmeisterschaft 1999. Er nahm mit der walisischen Nationalmannschaft an zahlreichen weiteren Welt- und Europameisterschaften teil, darunter auch die Weltmeisterschaften 2001, 2003 und 2005. Jones war Teil der walisischen Mannschaft bei den Commonwealth Games 2002 und 2006. Bei Weltmeisterschaften im Einzel stand er 2002 und 2003 im Hauptfeld, scheiterte aber beide Male in der ersten Runde. Er wurde im November 2005 walisischer Landesmeister. Nach den US Open 2014 beendete er seine Karriere.

## Erfolge
- Vizeweltmeister mit der Mannschaft: 1999
- Gewonnene PSA-Titel: 2
- Walisischer Meister: 2005